# Euphorbia luapulana
Euphorbia luapulana är en törelväxtart som beskrevs av Leslie Larry Charles Leach. Euphorbia luapulana ingår i släktet törlar, och familjen törelväxter. Inga underarter finns listade i Catalogue of Life.